# Jean Queval
Jean Queval (29 de abril de 1913-10 de diciembre de 1990) fue un escritor, periodista y crítico de cine francés, conocido por haber sido miembro fundador de Oulipo y destacado patafísico.

## Biografía
Comenzó trabajando como periodista deportivo desde los 20 años para después ocupase de la crónica cinematográfica en diferentes periódicos. Fue un buen traductor al francés de obras de Fitzgerald y Orwell y realizó estudios monográficos sobre autores franceses. como escritor es una figura discreta que tan sólo ha publicado una obra autobiográfica (Tout le monde descend(1959) y una novela ,ETC (1963).

## Publicaciones
Todas ellas se publicaron bajo el membrete de pertenecer a Oulipo y han sido escasamente traducidas.
- De l’Angleterre, Gallimard, 1956.
- Tout le monde descend, Mercure de France, 1959, rééd. Plein Chant, 1988.
- Etc, novelas, Gallimard, 1963.
- Lieux-dits, Mercure de France, 1963.
- Max-Pol Fouchet, étude, Nouvelle édition, Paris, Seghers, 1969.
- En Somme, Paris, Gallimard, 1970; rééd. 1971.
- Queneau, discours et rêve, Nouvelle Revue Française, febrero 1971.
- Henri Storck ou la Traversée du cinéma, Bruxelles, Festival national du film belge, 1976.
- Raymond Queneau : portrait d’un poète, iconographie rassemblée et légendée par André Blavier, Paris, Veyrier, 1984.
- Raymond Queneau, ensayo, 3e édition, Paris, Seghers, 1971.
- Tout est bien qui finit mieux, illustrations de Gilles Vuillemard, Paris, Bordas, 1984.
- Écrits sur mesure, La Bibliothèque Oulipienne, n° 32, 1985.
- Un Fablier, collages de Gilles Chapacou, Châteauneuf-sur-Charente, Plein chant, 1985.
- Nestor et Agamemnon, prefacio de Henry Thomas, Paris, Messidor, 1986.
- Zinzin; suivi de Une Vie de chat, Paris, Messidor-la Farandole, 1987.
- Tout le monde descend, Paris, Mercure de France, rééd., Bassac, Plein Chant, 1988